# مگا میلیونز
مگا میلیونز (انگلیسی: Mega Millions) (که در سال ۱۹۹۶ با نام «بازی بزرگ» شناخته می‌شد و شش سال بعد، به‌طور موقت، به «بازی بزرگ مگا میلیونز» تغییر نام داد) یک بازی بخت‌آزمایی چند ایالتی آمریکایی است. اولین قرعه‌کشی در ۶ سپتامبر ۱۹۹۶ با حضور شش ایالت جورجیا، ایلینوی، مریلند، میشیگان، ماساچوست و ویرجینیا برگزار شد. پس از رشد این بازی در سال ۱۹۹۷، قرعه‌کشی سه‌شنبه در فوریه ۱۹۹۸ به آن اضافه شد. تا ۳۰ ژوئن ۲۰۲۳، این بازی در ۴۵ ایالت، ناحیه کلمبیا و جزایر ویرجین ایالات متحده ارائه می‌شود. اولین قرعه‌کشی مگا میلیونز (با نام "بازی بزرگ") در سال ۲۰۰۲ انجام شد. لوگوی تمام نسخه‌های این بازی پس از کنار گذاشتن نام "بازی بزرگ"، یک توپ طلایی با شش ستاره بود که نشان‌دهنده اعضای اولیه بازی بود، اگرچه برخی از لاتاری‌ها لوگوی مربوط به خود را در این توپ قرار می‌دهند.
قرعه‌کشی مگا میلیونز ساعت ۱۱:۰۰ شب به وقت شرق آمریکا در عصرهای سه‌شنبه و جمعه، از جمله روزهای تعطیل، انجام می‌شود. این بازی توسط کنسرسیومی از ۱۲ لاتاری اصلی آن اداره می‌شود و قرعه‌کشی‌ها در استودیوهای WSB-TV در آتلانتا، جورجیا، تحت نظارت لاتاری جورجیا برگزار می‌شود. مجریان این برنامه جان کرو، کارول بلکمن و آدریا ووفورد هستند.
طبق مقررات نسخه فعلی (که از ۵ آوریل ۲۰۲۵ آغاز شد و اولین قرعه‌کشی برای ۸ آوریل برنامه‌ریزی شده است) برای مگا میلیونز، حداقل جایزه بزرگ تبلیغ‌شده ۵۰ میلیون دلار است که در ۳۰ قسط سالانه تدریجی پرداخت می‌شود و هر سال ۵٪ افزایش می‌یابد (مگر اینکه گزینه نقدی انتخاب شود). در صورت عدم وجود برنده جایزه بزرگ، این جایزه افزایش می‌یابد.
با پیروی از رویه رایج در بین لاتاری‌های آمریکایی، جایزه بزرگ به عنوان ارزش اسمی اقساط سالانه تبلیغ می‌شود. گزینه ارزش کنونی (انتخاب معمول)، در صورت انتخاب توسط برنده جایزه بزرگ، ارزش فعلی تقریبی اقساط را پرداخت می‌کند. قالب قبلی مگا میلیونز در ۲۸ اکتبر ۲۰۱۷ آغاز شد؛ اولین قرعه‌کشی آن سه روز بعد بود. در نسخه فعلی مگا میلیونز، پنج توپ سفید از مجموع ۷۰ توپ و یک توپ طلایی «مگا بال» از مجموع ۲۴ توپ جداگانه انتخاب می‌شوند؛ یک بازیکن باید هر شش عدد را مطابقت دهد تا برنده جایزه بزرگ شود.
هزینه هر بازی ۵ دلار است (تا قبل از سال ۲۰۲۵ این مبلغ ۲ دلار بود). هر بازی شامل یک ضریب به نام «مگاپلایر» است که در آن جایزه غیر-جایزه بزرگ پایه در ۲، ۳، ۴، ۵ یا ۱۰ ضرب می‌شود. مگاپلایر در ژانویه ۲۰۱۱ به عنوان یک افزودنی با هزینه ۱ دلار اضافی برای هر بازی در تمام حوزه‌های قضایی مگا میلیونز در دسترس قرار گرفت؛ این گزینه در ابتدا فقط در تگزاس در دسترس بود. چندین عضو این بازی گزینه «فقط جایزه بزرگ» را ارائه می‌دادند که در آن دو بازی ۳ دلار هزینه داشت. هیچ‌یک از جوایز رده پایین‌تر در چنین شرط‌بندی‌ای در نظر گرفته نمی‌شوند.

## گسترش مگا میلیونز و پاوربال در سال ۲۰۱۰

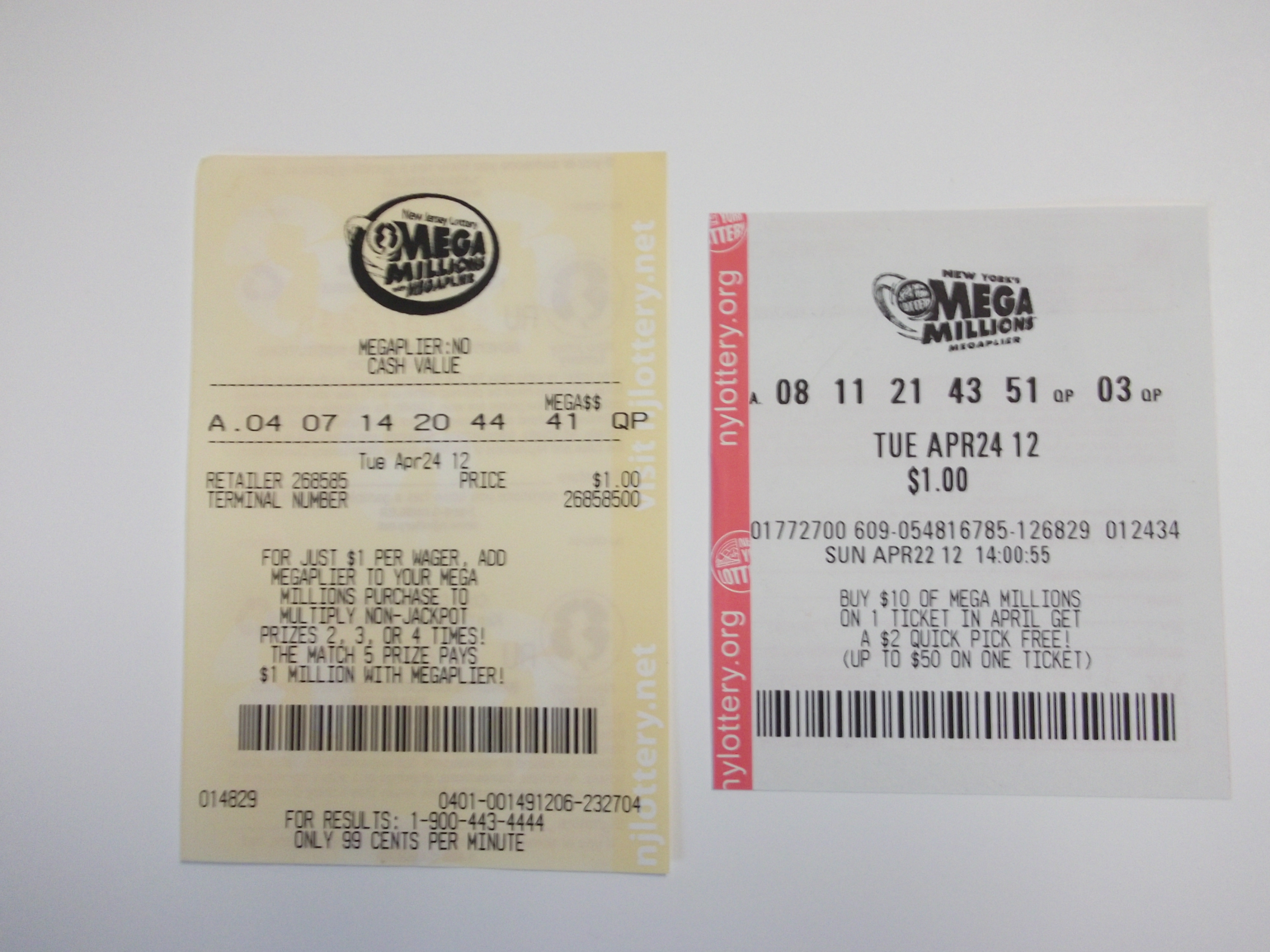
بلیط‌های بخت‌آزمایی مگا میلیونز از نیوجرسی (چپ) و نیویورک (راست)

در ۱۳ اکتبر ۲۰۰۹، کنسرسیوم مگا میلیونز و انجمن بخت‌آزمایی چند ایالتی (MUSL) به یک توافق اصولی برای فروش متقابل مگا میلیونز و پاوربال در حوزه‌های قضایی بخت‌آزمایی آمریکا دست یافتند، به طوری که این دو گروه توسط بسیاری از کاربران به عنوان «بخت‌آزمایی مگا پاور» شناخته می‌شدند. این گسترش در ۳۱ ژانویه ۲۰۱۰ رخ داد، زیرا ۲۳ عضو پاوربال شروع به فروش بلیط‌های مگا میلیونز برای اولین قرعه‌کشی خود در ۲ فوریه ۲۰۱۰ کردند؛ به همین ترتیب، ۱۰ عضو مگا میلیونز شروع به فروش بلیط‌های پاوربال برای اولین قرعه‌کشی خود در روز بعد کردند. مونتانا (که در ۱ مارس ۲۰۱۰ به مگا میلیونز پیوست) اولین حوزه قضایی بود که پس از گسترش فروش متقابل، یکی از این دو بازی را اضافه کرد. نبراسکا (۲۰ مارس ۲۰۱۰)، اورگن (۲۸ مارس ۲۰۱۰)، آریزونا (۱۸ آوریل ۲۰۱۰)، مین (ایالت) (۹ مه ۲۰۱۰)، کلرادو و داکوتای جنوبی (دو مورد آخر در ۱۶ مه ۲۰۱۰) نیز پس از این گسترش به مگا میلیونز پیوسته‌اند.
تا ژانویه ۲۰۲۰، ۴۷ لاتاری مگا میلیونز و پاوربال را ارائه می‌دادند، فلوریدا در مه ۲۰۱۳ به مگا میلیونز پیوست. (پورتوریکو، که لاتاری آن در دهه ۱۹۳۰ آغاز شد، در حال حاضر مگا میلیونز را ارائه نمی‌دهد) می‌سی‌سی‌پی فروش بلیط‌های بخت‌آزمایی را در سال ۲۰۱۹ آغاز کرد و در ۳۰ ژانویه ۲۰۲۰ به مگا میلیونز پیوست.
قبل از این توافق، تنها فروشگاه‌هایی که بلیط‌های مگا میلیونز و پاوربال را می‌فروختند، خرده‌فروشانی بودند که کسب‌وکارشان در مرز بین حوزه‌های قضایی قرار داشت و بازی‌های رقیب را می‌فروختند.
قالب فعلی مگا میلیونز در آوریل ۲۰۲۵ آغاز شد. هزینه هر بازی ۵ دلار است. هر بازی دارای یک مقدار تصادفی تولید شده به نام مگاپلایر است که جوایز غیر-جایزه بزرگ را چند برابر می‌کند. ضرایب ۲، ۳، ۴، ۵ و ۱۰ هستند (یک بازی مگاپلایر با جایزه رده دوم می‌تواند ۱۰ میلیون دلار پول نقد برنده شود). مگاپلایر در شرط‌بندی‌های «فقط جایزه بزرگ» (در صورت ارائه) در دسترس نیست.

## تاریخچه

### بازی بزرگ

لوگوی بازی بزرگ قبل از تغییر نام به مگا میلیونز

فروش بلیط‌های بازی بزرگ در جورجیا، ایلینوی، مریلند، ماساچوست، میشیگان و ویرجینیا در ۳۱ اوت ۱۹۹۶ آغاز شد. بازی بزرگ توسط بیل مارتین، کمیسر لاتاری میشیگان، و دزیره راجرز، مدیر لاتاری ایلینوی، پس از گفتگوهایی در مورد یک بازی چند ایالتی با ربکا پل، مدیر لاتاری جورجیا، و پنلوپه دبلیو. کایل، مدیر لاتاری ویرجینیا، ایجاد و طراحی شد. بازی بزرگ در ابتدا به صورت هفتگی، در روزهای جمعه، قرعه‌کشی می‌شد.
لاتاری جورجیا در آن زمان عضو MUSL بود و می‌خواست هر دو بازی را تا پایان سال ۱۹۹۶ بفروشد، اما ظرف چند روز، جورجیا به اجبار از MUSL خارج شد و با گسترش فروش متقابل در سال ۲۰۱۰ دوباره به آن پیوست.
از ژانویه ۱۹۹۹، به برندگان جایزه بزرگ این امکان داده شد که جایزه خود را به صورت نقدی دریافت کنند. در مه ۱۹۹۹، نیوجرسی به بازی بزرگ پیوست، تنها حوزه قضایی که قبل از تبدیل شدن بازی بزرگ به مگا میلیونز در سال ۲۰۰۲ به عنوان شرکت‌کننده وارد آن شد.

### بازی بزرگ مگا میلیونز

لوگوی بازی بزرگ مگا میلیونز پس از اضافه شدن نام مگا میلیونز

اوهایو و نیویورک در ۱۵ مه ۲۰۰۲ به کنسرسیوم بازی بزرگ پیوستند، زمانیکه نام بازی به «بازی بزرگ مگا میلیونز» تغییر یافت و به‌طور موقت نام قدیمی و لوگوی اصلی «توپ طلایی» را حفظ کرد.«توپ پول بزرگ» به«مگا بال» تبدیل شد. در حالی که نام بازی تغییر کرد، توپ زرد در لوگوی جدید مگا میلیونز تا فوریه ۲۰۰۳ همچنان عبارت "بازی بزرگ" را نشان می‌داد، پس از آن با شش ستاره که نشان دهنده اعضای اصلی کنسرسیوم بودند، جایگزین شد. اولین قرعه‌کشی مگا میلیونز (با نام «بازی بزرگ») دو روز بعد، در ۱۷ مه برگزار شد. علامت تجاری مگا میلیونز متعلق به لاتاری ایلینوی است. سه لاتاری اولی که به مگا میلیونز پیوستند، واشینگتن (در سپتامبر ۲۰۰۲)، تگزاس (در سال ۲۰۰۳) و کالیفرنیا (در سال ۲۰۰۵) بودند. کالیفرنیا آخرین عضو اضافه شده به مگا میلیونز قبل از گسترش فروش متقابل در سال ۲۰۱۰ بود. مونتانا در ۱ مارس ۲۰۱۰ به مگا میلیونز پیوست، اولین عضو اضافه شده به مگا میلیونز پس از گسترش فروش متقابل.
هنگامی که تگزاس در سال ۲۰۰۳ به مگا میلیونز پیوست، گزینه‌ای را ارائه کرد که در ابتدا فقط برای بازیکنان لاتاری تگزاس در دسترس بود و به عنوان مگاپلایر شناخته می‌شد، که مشابه پاور پلی در پاوربال بود. ۱۱ لاتاری مگا میلیونز که در تاریخ ۳۱ ژانویه ۲۰۱۰، تاریخ فروش متقابل، مگاپلایر نداشتند، به تدریج گزینه ضریب را اضافه کردند و تا ژانویه ۲۰۱۱، تمام لاتاری‌های مگا میلیونز، به جز کالیفرنیا، مگاپلایر را ارائه می‌دادند. علامت تجاری مگاپلایر متعلق به لاتاری تگزاس است.
در ۲۴ ژوئن ۲۰۰۵، به مناسبت پیوستن کالیفرنیا به مگا میلیونز، قرعه‌کشی آن شب در هالیوود، لس آنجلس برگزار شد و کری آندروود در انجام قرعه‌کشی به گلن برنز، مجری برنامه، کمک کرد.
برای قرعه‌کشی ۱۵ نوامبر ۲۰۰۵، گروهی به نام «هفت خوش‌شانس» تنها بلیط برنده جایزه بزرگ را در آناهایم، کالیفرنیا خریداری کردند و ۳۱۵ میلیون دلار برنده شدند. آنها گزینه نقدی را انتخاب کردند و ۱۷۵ میلیون دلار را قبل از کسر مالیات بین خود تقسیم کردند.
در ۶ مارس ۲۰۰۷، جایزه بزرگ مگا میلیونز به ۳۹۰ میلیون دلار رسید که در آن زمان سومین جایزه بزرگ در تاریخ ایالات متحده بود. این جایزه بین دو بلیط تقسیم شد که هر دو اعداد ۱۶–۲۲–۲۹–۳۹–۴۲ و مگا بال ۲۰ را مطابقت داشتند. هر دو برنده گزینه نقدی را انتخاب کردند و سهم هر یک قبل از کسر مالیات ۱۱۶٬۵۵۷٬۰۸۳ دلار بود.

### گسترش فروش متقابل در سال ۲۰۱۰
لاتاری نیوجرسی، از جمله دیگران، در اوایل سال ۲۰۰۹ اعلام کرد که به دنبال کسب اجازه برای فروش بلیط‌های پاوربال در کنار مگا میلیونز خواهد بود. در اکتبر ۲۰۰۹، توافقی بین مگا میلیونز و MUSL به تمام لاتاری‌های ایالات متحده، از جمله نیوجرسی، اجازه داد تا هر دو بازی را ارائه دهند. در ۳۱ ژانویه ۲۰۱۰، مگا میلیونز با پیوستن ۲۳ عضو MUSL گسترش یافت؛ در آن تاریخ، ۳۵ حوزه قضایی در مگا میلیونز شرکت داشتند. در همان روز، ۱۰ لاتاری موجود شرکت‌کننده در مگا میلیونز شروع به فروش بلیط‌های پاوربال کردند. اوهایو در ۱۶ آوریل ۲۰۱۰ به پاوربال پیوست. در ۱ مارس ۲۰۱۰، مونتانا اولین عضو MUSL بود که پس از گسترش فروش متقابل، مگا میلیونز را اضافه کرد. نبراسکا در ۲۰ مارس ۲۰۱۰ سی و هفتمین عضو شرکت‌کننده در مگا میلیونز شد و پس از آن اورگان در ۲۸ مارس، آریزونا در ۱۸ آوریل و مین در ۹ مه ۲۰۱۰ به عنوان چهلمین شرکت‌کننده مگا میلیونز به آن پیوستند. کلرادو و داکوتای جنوبی در ۱۶ مه ۲۰۱۰ مگا میلیونز را اضافه کردند و تعداد کل حوزه‌های قضایی را به ۴۲ رساندند.
افزوده‌های اخیر به مگا میلیونز شامل جزایر ویرجین ایالات متحده در اکتبر ۲۰۱۰ و لوئیزیانا در نوامبر ۲۰۱۱ بود. فلوریدا در ۱۵ مه ۲۰۱۳ به مگا میلیونز پیوست و اولین قرعه‌کشی که شامل بلیط‌های خریداری شده در فلوریدا بود، دو روز بعد انجام شد.
احتمالاً به دلیل تجربه آنها با گزینه پاور پلی برای پاوربال، تمام ۲۳ لاتاری که در ۳۱ ژانویه ۲۰۱۰ به مگا میلیونز پیوستند، بلافاصله مگاپلایر را به بازیکنان خود ارائه کردند. مگاپلایر همچنان توسط رایانه‌های لاتاری تگزاس قرعه‌کشی می‌شود، زیرا کالیفرنیا این ضریب را ارائه نمی‌دهد. مونتانا، که قبل از تاریخ گسترش پاوربال را ارائه می‌داد، بیست و چهارمین لاتاری بود که مگاپلایر را ارائه کرد، و پس از آن نبراسکا (بیست و پنجمین)، اورگان (بیست و ششمین)، آریزونا (بیست و هفتمین) و مین (بیست و هشتمین لاتاری که این گزینه را ارائه کرد) قرار گرفتند. پس از پیوستن کلرادو و داکوتای جنوبی به مگا میلیونز، تعداد لاتاری‌هایی که مگاپلایر را ارائه می‌دادند به ۳۷ رسید.
بلیط‌های مگا میلیونز که با گزینه مگاپلایر خریداری می‌شوند، از ۱۲ سپتامبر ۲۰۱۰، در صورت مطابقت پنج توپ سفید - اما بدون مگا بال - به‌طور خودکار ۱ میلیون دلار (به جای ۲۵۰٬۰۰۰ دلار) برنده می‌شدند.
در ۱۳ مارس ۲۰۱۰، نیوجرسی اولین شرکت‌کننده مگا میلیونز (درست قبل از گسترش فروش متقابل) بود که پس از پیوستن به پاوربال، بلیط برنده جایزه بزرگ برای آن بازی را تولید کرد. ارزش این بلیط بیش از ۲۱۱ میلیون دلار به صورت مستمری بود (گزینه نقدی انتخاب شد). در ۲۸ مه ۲۰۱۰، کارولینای شمالی اولین عضو پاوربال (درست قبل از گسترش فروش متقابل) بود که پس از پیوستن به مگا میلیونز، بلیط برنده جایزه بزرگ مگا میلیونز را با جایزه بزرگ ۱۲ میلیون دلاری به صورت مستمری تولید کرد.
در ژانویه ۲۰۱۲، پاوربال، رقیب مگا میلیونز، تغییر کرد، از جمله تغییرات افزایش قیمت ۱ دلاری برای هر بازی بود، در نتیجه، هزینه یک بازی پایه ۲ دلار یا ۳ دلار با گزینه پاور پلی شد. قیمت یک بازی مگا میلیونز تا سال ۲۰۱۷ ثابت ماند. افزایش قیمت بازی پاوربال عامل مهمی در تصمیم لوئیزیانا برای پیوستن به مگا میلیونز بود، زیرا لاتاری این ایالت در ۱۶ نوامبر ۲۰۱۱ به مگا میلیونز پیوست.